# مكتب الأعراق والتجمعات الحضرية
مكتب الأعراق والتجمعات الحضرية أو اختصارا روشا (Rasse- und Siedlungshauptamt der SS ، RuSHA) هي المنظمة المسؤولة عن «حماية» الطهارة «العنصرية للقوات الخاصة» داخل ألمانيا النازية. أي التاكد من اصل أي فرد ينضم لقوات الأمن الخاصة بان يكون ألماني اصيل (من اصل اري).
كان من واجباتها الإشراف على زيجات أفراد قوات الأمن الخاصة وفقًا للسياسة العنصرية لألمانيا النازية. بعد أن قدم هاينريش هيملر «أمر الزواج» في 31 ديسمبر 1931، لن يصدر مكتب الأعراق والتجمعات الحضرية سوى تصريح بالزواج بمجرد الانتهاء من التحقيقات الأساسية المفصلة في اللياقة العنصرية لكل من الوالدين المحتملين وإثبات أن كلاهما من أصل آري بالعودة حتى عام 1800. 

## التكوين
تأسست روشا في عام 1931 من قبل زعيم الرايخ إس إسهاينريش هيملر وريتشارد فالتر دارري، اللذان ارتقيا لاحقًا إلى رتبة إس إس- أوبر غروبن فوهرر. في عام 1935، تمت ترقيته إلى رتبة رئيس مكتب إس إس الرئيسي. تحت إشراف أول مدير له، داري، نشر الأيديولوجية النازية للدم والتربة. 
تم إنشاء روشا جزئيًا لمراقبة أمر هيملر لعام 1931 بأن القرارات الزوجية لرجال شوتزشتافل غير المتزوجين يجب أن تشرف عليها الدولة النازية. سيتعين على رجال شوتزشتافل بعد ذلك التقدم بطلب للحصول على تصريح زواج قبل ثلاثة أشهر من الزواج حتى يتم التحقيق مع والدي الخطيب لضمان نقاوتها العرقية. مع مرور الوقت، أصبحت قوانين الزواج أقل صرامة.  بعد ذلك، في ديسمبر 1935، أمر هيملر روشا بتأسيس شبكة لوبنسبورن من دور الولادة، التي كان هدفها «استيعاب ورعاية الأمهات الحوامل ذات القيمة العرقية والجينية.» ركزت روشا بشكل متزايد على معالجة طلبات زواج افراد شوتزشتافل، وعلم الأنساب، والتحقيقات «العرقية - البيولوجية» وخدمات الرعاية الاجتماعية لأعضاء شوتزشتافل. 

## التنظيم

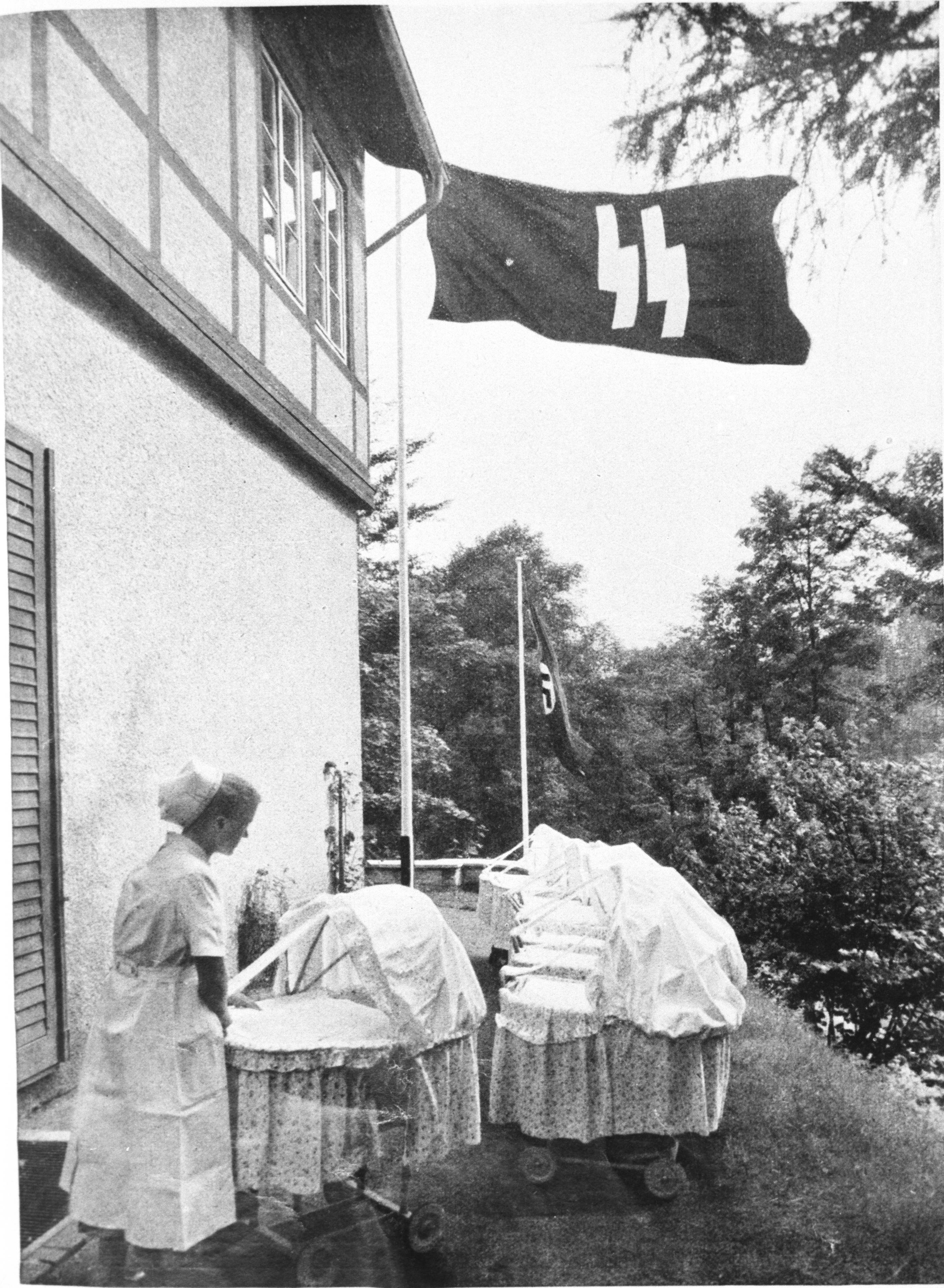
أطفال ولدوا خلال برنامج ليبينزبورن في عام 1943.

في عام 1935، تالف مكتب الأعراق والتجمعات الحضرية من سبعة أقسام ((بالألمانية: Ämter or Amtsgruppen):
- Amt Organization und Verwaltungsamt ((بالإنجليزية: Organisation and Administration))
- أمت راسينامت (العرق)
- أمت شولونجسامت (التعليم)
- Amt Sippen und Heiratsamt (الأسرة والزواج)
- أمت سيدلونغسامت (التجمعات الإستيطانية)
- Amt für Archiv und Zeitungswesen (الوثائق والصحافة)
- Amt für Bevölkerungspolitik (السياسة السكانية)

في عام 1940، أعيد تنظيمها لإنشاء أربعة أقسام رئيسية:
- Verwaltungsamt (مكتب الإدارة).
- Rassenamt (مكتب الاعراق)، اختارت أفراد قوات الأمن الخاصة في المستقبل وأجرت اختيارات عنصرية.
- Heiratsamt (مكتب الزواج) التي تسيطر عليها اختيار الزوجات المناسبة من قبل رجال SS.
- Siedlungsamt (مكتب الاستيطان)، تعاملت مع مستوطنة رجال SS المفرج عنهم، ولا سيما في المناطق الشرقية.

تم تقسيم أقسام السباق والتسوية إلى منطقة Hauptabteilungen (الفروع الرئيسية). واحدة من هذه الرفاه المدارة والمعاشات التقاعدية بالتعاون مع SS-Hauptfürsorge- und Versorgungsamt (SS الرئيسية للرعاية والمعاشات التقاعدية) في وزارة الداخلية الرايخ.

### قيادة
صورة
|  | {{{officeholder}}} |
|  | {{{officeholder}}} |
|  | {{{officeholder}}} |
|  | {{{officeholder}}} |

## السياسات العنصرية
بحلول عام 1937، طُرد أكثر من 300 رجل من قوات الأمن الخاصة منها لانتهاكهم قوانين الاعراق النازية (راسينشاندي)، على الرغم من أن هناك أمرًا لاحقًا ينص على أنه يمكنهم البقاء إذا كانوا متزوجين بالفعل ويمكن أن يفي بالمعايير العرقية. في نوفمبر 1940، أعاد هيملر جميع أفراد قوات الأمن الخاصة الذين تم طردهم بموجب قوانين الزواج، شريطة أن يستوفوا المتطلبات العرقية للحزب النازي.
بعد غزو الاتحاد السوفيتي في عام 1941، عمل مكتب الأعراق والتجمعات الحضرية في شراكة مع فولكسدويتشه متلشتله في «ألمنة» الأراضي التي احتلتها، ورصد الرعاية المستوطنين، ومزارع فولكس دويتشه في المناطق المخصصة للتسوية من قبل شوتزشتافل، خاصة في أوكرانيا. وهذا ينطوي جزئياً على إعادة توطين الألمان في المناطق الشرقية المحتلة من النازيين وطرد العائلات الأصلية من تلك الأراضي.
كان مكتب الأعراق والتجمعات الحضرية مكتبًا استشاريًا تنفيذيًا لجميع المسائل المتعلقة بالاختيار العرقي. تم إجراء الاختبارات العرقية بواسطة قادة Rasse und Siedlungs (RUS) أو الممتحنين العنصريين (Eignungsprüfer) فيما يتعلق بـ:
- الحالات التي حدث فيها الاتصال الجنسي بين أسرى حرب أوروبا الشرقية أو العمال والألمان
- الأطفال المولودين لعمال أوروبا الشرقية
- تصنيف الناس من أصل ألماني
- اختيار رعايا العدو، ولا سيما البولنديين، للعمل بالسخرة والألمنة
- اختطاف الأطفال المناسبين للألمنة
- نقل السكان
- اضطهاد وتصفية اليهود

ووظف مكتب الأعراق والتجمعات الحضرية أيضًا جوزيف مينجيل لفترة قصيرة من نوفمبر 1940 إلى أوائل عام 1941، في القسم الثاني من مكتب العائلة، حيث كان مسؤولًا عن «رعاية الصحة الجينية» و«اختبارات الصحة الجينية». واصل أن يصبح أحد فريق الأطباء المسؤولين عن اختيار الضحايا الذين سيتم قتلهم في غرف الغاز ولقيامهم بتجارب بشرية قاتلة على سجناء في معسكر اعتقال أوشفيتز. 

## فترة ما بعد الحرب

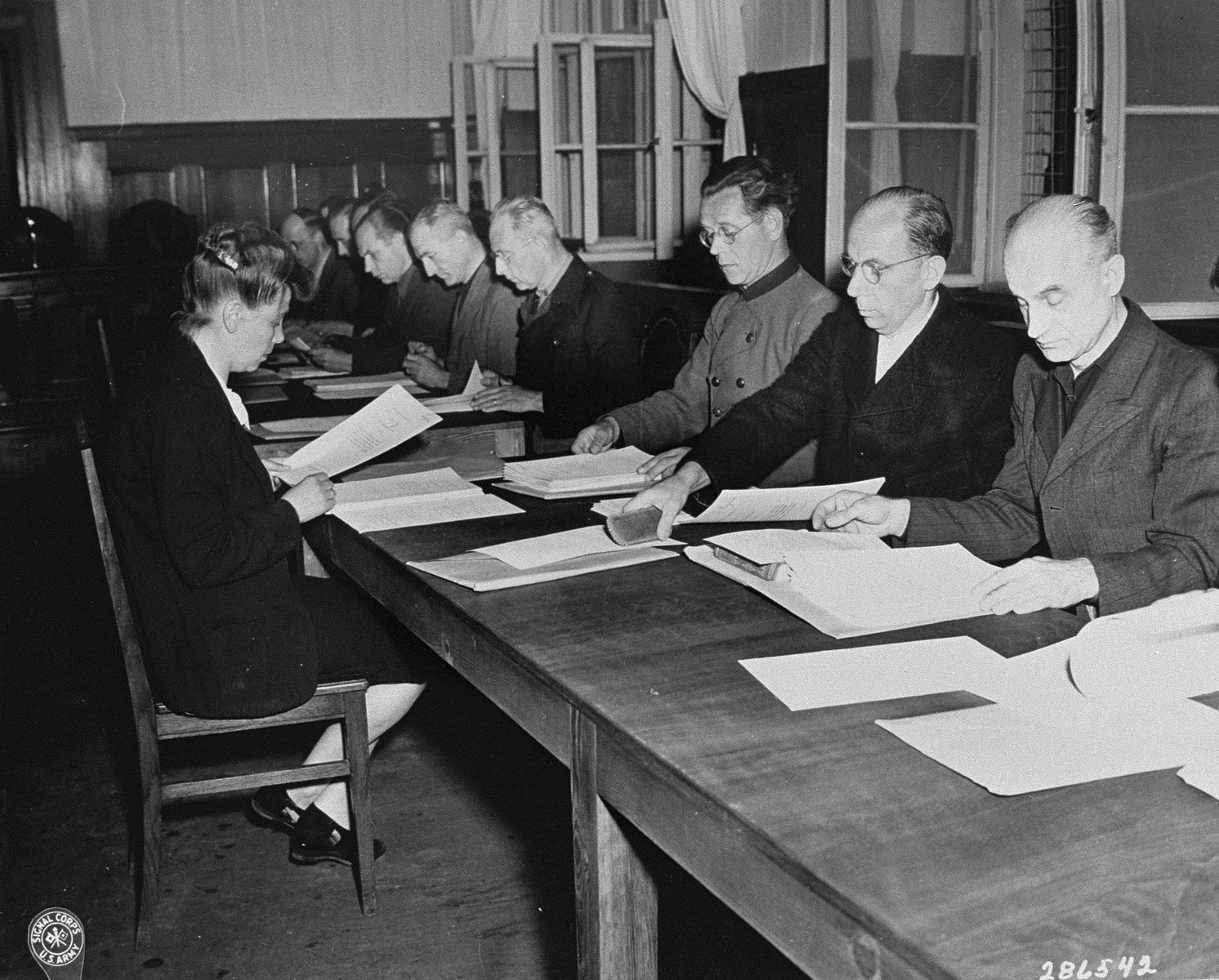
قرأ بعض المتهمين الأربعة عشر في محاكمة روشا (مكتب الأعراق والتجمعات الحضرية) في نورمبرغ لوائح الاتهام الموجهة إليهم في يوليو 1947.

في يوليو 1947، تم توجيه الاتهام إلى 14 مسؤولًا في المنظمة في محاكمة روشا وحوكموا من قبل قوات الحلفاء في نورمبرغ. كلهم متهمون بارتكاب جرائم ضد الإنسانية وجرائم حرب وعضوية منظمة إجرامية. كل ما عدا واحد (الذي بُرئ من التهمتين الأكثر خطورة) قد أدين وحُكم عليه بالسجن لمدة تتراوح بين ثلاث سنوات و25 سنة.